# La colonna di Traiano
La colonna di Traiano (titolo originale Columna) è un film rumeno del 1968, diretto da Mircea Drăgan. Nel cast, Antonella Lualdi, Franco Interlenghi, Richard Johnson e Amedeo Nazzari, quest'ultimo nei panni dell'imperatore Traiano. Il film appartiene al genere peplum.

## Trama
Roma, Secondo secolo dopo Cristo. L'espansione dell'Urbe è ormai protratta anche nello sconosciuto e inospitale est Europa. L'imperatore Traiano, salito al potere nel 98, guida l'esercito romano verso la Dacia, dove sottomette dopo una cruenta battaglia il re locale Decebalo. Alla regione conquistata verrà assegnato il nome di Romania, e le gesta di Traiano, del suo esercito e dei suoi avversari saranno immortalate sulla colonna coclide.